# مايلز لي
مايلز لي (بالإنجليزية: Myles Lee)‏ هو شخصية أعمال بريطاني، ولد في 1953.